# سوزانه اسخولتین
سوزانه اسخولتین (انگلیسی: Suzanne Schulting؛ زادهٔ ۲۵ سپتامبر ۱۹۹۷) اسکیت‌باز سرعت اهل هلند است.